# BB Battery
B.B. Battery Co., Ltd. (美美电池有限公司; Meimei Battery Co., Ltd.) — китайська компанія, що спеціалізується на розробці та виробництві герметизованих свинцево-кислотних VRLA-акумуляторних батарей (AGM та гелеві технології). Заснована 1992 року в провінції Гуандун, Китай.

## Історія
Компанію засновано 1992 року у провінції Гуандун, Китай. Початкові інвестиції становили $30 млн. У 2006 році відкрито другу виробничу базу в районі Сінша, Чанша, провінція Хунань.

## Продукція
- BP — промислові VRLA-акумулятори для ДБЖ[1].
- HR — AGM-акумулятори для циклічного режиму[1].
- BC — промислові VRLA-акумулятори загального призначення[1].

## НДДКР та патенти
- US Patent 6 066 411 — конструкція кришки акумулятора (2000)[4].
- CN Patent ZL 98 123456 X — технологія AGM (2001)[5].

## Діяльність та виробництво
Основний завод у Гуандуні займає 60 000 м² за даними CNPP (2024), тоді як DigiKey вказує 92 900 м² (2023). Місячна потужність — 2,5 млн умовних акумуляторів 7 A·год. Персоналу — понад 2 000, DigiKey — близько 1 500. Виробництво сертифіковане за стандартами ISO 9001 і ISO 14001.

## Ринки збуту та визнання
Експорт до понад 50 країн Азії, Європи та Америки. Співпраця з TAFE Power в Індії.
Продукція реалізується через офіційних представників та незалежних дистриб'юторів в Україні.